# Attentat du consulat turc de Melbourne
 (octobre 2022).
L'attentat à la bombe contre le consulat turc de Melbourne est une tentative d'attentat contre le consulat turc à Melbourne en Australie, le 23 novembre 1986. Une voiture piégée explose dans le parking du sous-sol, tuant Hagop Levonian, l'un des kamikazes, qui était membre de la Fédération révolutionnaire arménienne (FRA).

## Contexte
Il s'agissait d'une deuxième attaque arménienne contre des diplomates et des agences turques en Australie. En 1980, dans un exemple local d'une campagne internationale beaucoup plus large, deux responsables turcs, le consul général de Turquie à Sydney, Şarık Arıyak, et son garde du corps de 28 ans ont été abattus par deux personnes. Les Commandos de justiciers du génocide arménien revendiquent la responsabilité de l'assassinat et malgré une offre de récompense de 250 000 dollars de l'ambassade de Turquie, aucune suite n'a été donnée.
Dans les années 1970 et 1980, diverses organisations terroristes arméniennes ciblent principalement les responsables de l’État turc ouvertement négationniste pour essayer de faire changer la position de celui-ci sur le génocide arménien. Cela s'inscrit dans une période marquée par le terrorisme, les années de plomb.
Jusqu'en 1986, 42 diplomates turcs sont tués par des militants.
Le 12 juillet 1983, l'ASIO intercepte le membre des Commandos Krikor Keverian, avec quatre armes de poing dans ses bagages à son retour de Los Angeles.
Le 14 juillet, un autre Arménien, Agop Magarditch, apparemment paniqué après avoir appris l'arrestation de Keverian, signale des armes dans une cargaison de meubles et d'objets personnels en route vers lui depuis Los Angeles.
L'envoi est intercepté et une mitraillette, cinq pistolets ainsi que des munitions sont trouvés avec des informations sur la manière de commettre un assassinat. L'ASIO pense que cela a retardé l'attaque du consulat de trois ans.
La police fédérale ale consulat, au premier étage, sous surveillance 24 heures sur 24 depuis l'assassinat du consul turc en 1980, mais la garde est retirée en 1985.

## L'attaque
En 1986, le consulat de Turquie à South Yarra, est dévasté par une voiture piégée. L'explosion s'est produite à 2h16, heure de Melbourne.
Un homme, Hagob Levonian, a été tué dans l'explosion, qui s'est déclenchée prématurément alors qu'il posait la voiture piégée pendant que Levon Demirian attendait dans une voiture à proximité. Le corps de Levonian a été retrouvé "dispersé en centaines de morceaux". Les hommes étaient membres de la Fédération révolutionnaire arménienne et ont planifié l'attentat comme une protestation politique en représailles à la négation du génocide arménien par la Turquie.
La bombe de 4 kg a gravement endommagé le bâtiment de cinq étages dans lequel se situait le consulat, a creusé un cratère dans le mur en béton armé et a provoqué une intense boule de feu pour frapper les bâtiments voisins, endommageant environ 20 bâtiments dans le quartier commerçant et résidentiel exclusif de Toorak Road quartier branché de South Yarra. Quelques minutes après l'explosion de la bombe, la police et les services d'urgence étaient sur les lieux. Ils ont évacué la zone jusqu'à 100 mètres du site de la bombe, y compris des femmes âgées d'une maison de veuves de guerre.
Les fuites de gaz du bâtiment du consulat et les incendies ont été maîtrisés rapidement. La police déclare qu'une étudiante de 22 ans qui étudiait au troisième étage de l'immeuble lorsque la bombe a explosé a échappé à de graves blessures parce qu'elle avait tiré les lourds rideaux qui la protégeaient de l'explosion. Elle n'avait que des égratignures mineures et a été traitée pour choc par des ambulanciers.
Lors d'un appel téléphonique à l'agence de presse Agence France-Presse à Sydney, un appelant non identifié et fortement accentué a mis en garde contre de nouvelles violences après avoir lu une liste de griefs contre la Turquie. "Il y en aura plus", a-t-il dit. La responsabilité a été revendiquée par le "Front gréco-bulgare-arménien", jusque-là inconnu, mais on pense que les Commandos des justiciers du génocide arménien étaient à l'origine de cette attaque.
À Canberra, le ministre des Affaires étrangères, Bill Hayden, déclare que le gouvernement reverra les procédures de sécurité diplomatique après l'attentat. Il a condamné l'attentat "dans les termes les plus forts possibles", et a déclaré que les regrets de l'Australie face à l'incident avaient été transmis au gouvernement turc. "L'Australie ne tolérerait pas les actes de terrorisme, où qu'ils se produisent", a-t-il déclaré. Le ministre d'État chargé de la police et des services d'urgence, Race Mathews, a déclaré que Victoria craignait de faire partie du circuit terroriste international. Un groupe de travail spécial de plus de 20 policiers a été mis en place pour enquêter sur l'attentat à la bombe.

## Procès et condamnation
Levon Demirian, un restaurateur arméno-australien de la banlieue de Sydney à Epping, a été accusé du meurtre de Hagob Levonian de la banlieue de Sydney à Willoughby. Il a également été accusé d'avoir conspiré avec Levonian pour commettre un acte illégal en ayant utilisé un engin explosif qui aurait intentionnellement et sans excuse légitime causé des dommages à un bâtiment et mis en danger la vie d'autrui. Lorsque le domicile de Demirian a été perquisitionné, la police a trouvé un carnet contenant les noms, adresses et mouvements du personnel de l'ambassade de Turquie, ainsi que des livres et des schémas sur les appareils et circuits électroniques. La police a affirmé avoir également trouvé 174 bâtons de gelignite dans le restaurant où travaillait Demirian. Le reçu original a été retrouvé sur une partie du corps de l'homme tué dans l'explosion.
Le procureur Dickson a déclaré au jury que l'accusé et son complice étaient venus de Sydney pour poser la bombe. La bombe devait exploser lundi matin lorsque les gens arriveraient au travail, date à laquelle les deux hommes seraient de retour à Sydney.[réf. nécessaire]
Demirian s'est enfui à Sydney avec sa femme et son enfant le lendemain matin et est retourné dans un restaurant que sa famille exploitait à Lane Cove.[réf. nécessaire]
Demirian a admis être à Melbourne au moment de l'explosion et a admis avoir acheté le Torana blanc qui a été utilisé pour placer la bombe sous le consulat quelques heures seulement avant l'explosion.[réf. nécessaire]
L'attentat à la bombe contre le consulat n'était pas la première fois que Demirian attirait l'attention des enquêteurs.[réf. nécessaire] En 1980, il a été interrogé sur l'assassinat du consul général turc Sarik Ariyak et de son garde du corps à Sydney. Ils sont morts sous une pluie de balles de mitrailleuses tirées par le passager passager d'une moto.[réf. nécessaire]
Après cinq heures de délibération, le jury de la Cour suprême a déclaré Demirian coupable des accusations de meurtre et de complot. Le 27 novembre 1987, Demirian a été condamné à la réclusion à perpétuité avec un minimum de 25 ans, qui devait être purgé intégralement en vertu de la loi de l'État de Victoria. Le juge Kaye l'a également condamné à 10 ans pour complot et a ordonné qu'il soit purgé en même temps que la peine d'emprisonnement à perpétuité pour meurtre. Il s'est vu refuser la libération sous caution car on craignait que Demirian, s'il était libéré sous caution, ne quitte le pays. Au moment de son arrestation, il était porteur d'un billet d'avion pour Beyrouth.[réf. nécessaire]
Demerian a alors commencé une peine minimale de 25 ans en tant que prisonnier de sécurité à haut risque numéro un du pays pour avoir orchestré l'attentat à la voiture piégée du consulat turc de Melbourne en 1986. Après l'appel devant la Cour suprême, la condamnation pour meurtre a été annulée et il a purgé 10 ans.
En 2006[Depuis quand ?], Demerian vit à Sydney.

## Bilan humain et matériel
Malgré l'explosion spectaculaire et les dégâts matériels importants, l'attentat se solde par la mort de Hagop Levonian sans faire d'autres victimes,.